# 중앙2로 (평택시)
평택2로(Jungang 2-ro) 평택시 신평동 평택역오거리에서 신평동를 잇는 도로이다.

## 주요 경유지
경기도
- 평택시 (비전동)

## 노선
| 이름               | 접속 노선                 | 소재지 | 소재지 | 비고 |
| ------------------ | ------------------------- | ------ | ------ | ---- |
| 평택역 오거리      | 평택로 평택1로 평택2로    | 평택시 | 신평동 |      |
| 국민은행사거리     | 평택로20번길 평텍로32번길 | 평택시 | 신평동 |      |
| 한신탕사거리       | 평택3로                   | 평택시 | 신평동 |      |
| 주공3단지사거리    | 통미로41번길              | 평택시 | 신평동 |      |
| 합정초등학교사거리 | 평택4로                   | 평택시 | 신평동 |      |
| (이름없음)         | 평남로                    | 평택시 | 신평동 |      |

## 주요 시설및 건물
- 새마을금고 평택새마을금고 본점 (중앙2로 7/평택동 46-14)
- 맘스터치 평택역점 (중앙2로 8/평택동 51-1)
- 스타벅스 평택로데오점 (중앙2로 13/평택동 291)
- 투썸플레이스 평택로데오점 (중앙2로 16/평택동 298-1)
- 본죽 경깁평택점 (중앙2로 26/평택동 293-1)
- 세븐일레븐 평택합정점 (중앙2로 29/합정동 733-21)
- GS25 평택현대점 (중앙2로 41/합정동 733-12)
- 세븐일레븐 평택주공3단지점 (중앙2로 95/합정동 515-14)